# Xalkhartenguiz
Xalkhartenguiz (kazakh: Шалқартеңіз; rus: Шалкартениз) és un llac salat al districte d'Irguiz, regió d'Aktobé, Kazakhstan.
El Xalkhartenguiz es troba al sector nord-est de la depressió de Turan, a 160 km al nord-oest de la ciutat d'Aral . Forma part de l'ecoregió del semidesert kazakh. No hi ha pobles als voltants. L'assentament més proper és el poble de Zhaisanbai, situat a 23 km a l'oest.

## Història
Fins a finals del segle XVI, la conca de Xalkhartenguizes va omplir regularment per les aigües abans més abundants del riu Turgai, que en aquell moment arribava al Mar d'Aral. En els segles que van seguir el riu es va fer poc profund i portava menys aigua, per la qual cosa el Xalkhartenguiz no es podia desbordar. Així, el Turgai va deixar de fluir cap al sud i la depressió va perdre la seva connexió amb el mar d'Aral. Al segle xx, a l'època de l'RSS del Kazakhstan, la degradació de la coberta forestal i l'extracció d'aigua del Turgai i Irguiz els rius van augmentar. Finalment, el 1960, Xalkhartenguiz es va assecar completament i les colònies de flamenc rosat van deixar de nidificar al lloc.
Tanmateix, l'hivern nevat de 1969-1970 va tornar a omplir els rius de la Conca del Turgai, on va provocar inundacions primerenques i excepcionalment intenses. Aquestes inundacions tan inusuals van tornar a passar el 1971 i el 1972. Com a resultat, la conca del llac es va omplir de manera estacional i els flamencs van tornar, on van establir colònies de nidificació d'estiu com abans.

## Geografia
El Xalkhartenguiz és un extens llac estacional. Es troba en una conca endorreica al fons d'una plana al límit sud de la conca del Turgai, al nord de la depressió de Turan i 200 km al nord-est del mar d'Aral. Les zones àrides envolten el Xalkhartenguiz i al sud s'estén el desert sorrenc de l'Aral Karakum.
El llac està alimentat per la neu. Les aigües dels rius Jinguildiozek, Riu TegueneTeguene, Turgai i Irguiz omplen la conca seca quan la neu es fon a la primavera, convertint-lo en un llac salat. El llac estacional dura uns tres mesos amb una profunditat mitjana entre 2 i 3 m. A l'estiu sol ser una salina seca o parcialment pantanosa.
Els llacs Kharakol i Khurdim es troben a prop del sud del Xalkhartenguiz. El llac Akhkol es troba a uns 50 km al nord-nord-est de l'extrem nord de Xalkhartenguiz.
|  |